# Penthema pales
Penthema pales är en fjärilsart som beskrevs av Clayton Dissinger Mell 1938. Penthema pales ingår i släktet Penthema och familjen praktfjärilar. Inga underarter finns listade i Catalogue of Life.